# Maafe
Maafe je pokrm typický pro západní a střední Afriku (především pak pro senegalskou a gambijskou kuchyni), jehož základem jsou arašídy. Jedná se o arašídovou omáčku vařenou s masem nebo zeleninou. Maafe původně pochází od kmenů Mandinků a Bambarů, které žijí na území Mali.